# بیورال
بیورال (به لاتین: Biral) یک منطقهٔ مسکونی در بنگلادش است که در ناحیه دیناج‌پور واقع شده‌است. بیورال ۳۵۲٫۱۶ کیلومتر مربع مساحت و ۲۰۴٬۴۲۰ نفر جمعیت دارد.